# 盛装畏光猛水蚤
盛装畏光猛水蚤（学名：Stenhelia ornamentalia）为双囊猛水蚤科畏光猛水蚤属的动物。在中国大陆，分布于广东等地，常见于受潮汐影响的纯淡水中。